# Leopold Karel z Koloniče
Leopold Karel z Koloniče (německy Leopold Karl von Kollonitsch, maďarsky Kollonitsch Lipót, latinsky Leopoldus a Kollonich, 26. října 1631 Komárno – 20. ledna 1707 Vídeň) byl uherský šlechtic z původně chorvatského rodu Koloničů z Kologradu, římskokatolický duchovní a kardinál, kaločský arcibiskup a později arcibiskup ostřihomský, primas uherský, hrabě Svaté říše římské. Byl vůdčí postavou uherské protireformace.
Jako císařský ministr byl odpovědný za reorganizaci nových uherských území získaných od Osmanské říše a postoupených na základě Karlovické smlouvy.

## Život

### Raný život a vojenská kariéra
Narodil se na komárňanském hradu jako syn hraběte Ernsta z Koloniče, guvernéra hradu a jeho manželky Anny Alžběty z Kueffsteinu. 
Jako maltézský rytíř se zúčastnil krétské války; v roce 1650 byl ve Vídni pasován na rytíře, v roce 1654 se zúčastnil obrany Kréty a v roce 1655 bojoval v bitvě u Dardanel, vítězné pro Benátky. V roce 1658 se stal rytířem špitálním, následně byl jmenován převorem a kastelánem řádu se sídlem na hradu Mailberg, později v Chebu.

### Kněžská kariéra
V roce 1659 jej císař Leopold I. jmenoval svým komořím a také biskupem nitranským. Poté začal studovat teologii, ale na kněze byl vysvěcen až v roce 1668. V roce 1669 byl intronizován jako biskup v Nitře a v roce 1670 byl přeložen, aby se stal biskupem ve Vídeňském Novém Městě, po Laurenzi Aidingerovi. V letech 1672 až 1681 byl prezidentem Uherské dvorské komory.
V letech 1673–1674 byl spolu s arcibiskupem Jiřím Slepčanským odpovědný za zvláštní soud v Bratslavě, který soudil asi 278 protestantů, což vedlo k jejich odsouzení a vypovězení.
V roce 1683, v době druhého obléhání Vídně Turky, se vydal do města pro peníze na zaplacení vojska a také tam zřídil nouzové nemocnice v klášterech. Po bitvě u Kahlenbergu ve dnech 11. a 12. září 1683, která osvobodila Vídeň z osmanského obležení, zorganizoval na hradu Mailberg péči o asi pět set sirotků, dětí, jejichž rodiče byli zabiti v konfliktu. V následujících letech zakládal první vojenské nemocnice, díky čemuž se ve Vídni těšil velké oblibě.
V roce 1685 byl jmenován biskupem v Győru a vzdal se své diecéze v Rakousku, kde ho nahradil Cristoval Royas de Spinola. V roce 1686 byl jmenován kardinálem s titulem kardinál–kněz svatého Jeronýma Chorvatského a v roce 1688 byl povýšen na arcibiskupa v Kaloči. V roce 1692 jej císař Leopold I. jmenoval státním ministrem a v této funkci byl odpovědný za reorganizaci nových uherských území, které byly dříve v Osmanské říši. V roce 1695 byl povýšen na arcibiskupa ostřihomského a uherského primasa a dokázal pro římskokatolickou církev získat přes 100 000 pravoslavných křesťanů. V té době byl jediným maďarským členem císařova nejužšího kruhu a bylo řečeno, že „nejprve učiní Uhersko poslušným, pak strádajícím a nakonec katolickým“. Dokument, který císař vydal v roce 1691 a který je známý jako Explanatio Leopoldina, naznačoval, že náboženská svoboda v dobytých zemích má být pouze dočasná.
Zúčastnil se papežských konkláve v letech 1689 a 1691, ale konkláve v roce 1700 se nemohl zúčastnit. Zemřel ve Vídni v roce 1707. Jeho tělo bylo uloženo k odpočinku v jezuitském kostele svaté Anny, poté převezeno do Bratislavy k pohřbu.

## Uctění památky
Před radnicí ve Vídni stojí jeho socha od Vincenze Pilze. V roce 1862 byla po něm pojmenována ulice v městské čtvrti Landstraße, a to Kolonitzgasse a v roce 1873 se k ní připojil Kolonitzplatz.